# Raoul de Godewarsvelde
 (mai 2022).
Raoul de Godewarsvelde, de son vrai nom Francis Albert Victor Delbarre, est un photographe et chanteur français né le 28 janvier 1928 à Lille et mort le 14 avril 1977 à Audinghen.

## Biographie
Son père est photographe installé dans un quartier bien connu des Lillois depuis 1919, près de la Mairie de Lille : le quartier Saint-Sauveur. Il est lui-même photographe officiel de la Foire Internationale de Lille. Dans sa famille on est « photographes de père en fils par tacite reconduction, maison fondée en 1919, on opère par tous les temps, même le soir ! », selon ses propres propos.
Très vite, sa forte stature (1,92 m pour 120 kg) et sa voix grave et rocailleuse (il déclara, une fois, sur les ondes de Fréquence Nord, que sa voix était due à une « laryngite de comptoir ») font de lui la vedette du groupe « Les Capenoules » (fondé en 1966 par Jack Defer) mais il déclarera toujours « Mi, j’sus n'in canteux, j’sus photographe ! » (« Moi je ne suis pas chanteur, je suis photographe »).
Il choisit alors le pseudonyme de Raoul de Godewarsvelde (Godewaersvelde étant un petit village des Flandres au nord de Lille). Bien vite, il le simplifie, en enlevant le deuxième « e » pour le rendre plus aisément prononçable.
Bien que né dans le Lille de l'hinterland, il est très attaché à la mer et surtout à la pêche. Il achète donc une maison au Cap Gris-Nez et troque son zodiac contre un flobart. Son amour de la mer se caractérise également par sa casquette de pêcheur qu'il ne quittait que très rarement.
Il fréquente au Cap Gris-Nez, notamment, trois grandes personnalités locales : Léonce, propriétaire de l’Hôtel-Restaurant du Cap Gris-Nez, Henri Beaugrand, le gardien du phare poète à ses heures et bien sûr Jean-Claude Darnal. Ce dernier écrira pour lui sa chanson la plus célèbre Quand la mer monte (vendue à 150 000 exemplaires), dans laquelle il évoque la vie de marin-pêcheur au Cap Gris-Nez et à l'estaminet de Léonce.
En 1975, il enregistre des chansons pour les Disques Adèle, la maison de disques, de Pierre Perret.
Le 13 avril 1977, il dédicace ses disques à Boulogne-sur-Mer et termine sa journée avec son ami Léonce. Le lendemain, vers 7 heures, le menuisier Michel Legrand d'Audinghen, accompagné de Marius Holard, découvrent Raoul pendu à une poutre d'une maison en construction non loin de la sienne.
Il est inhumé quelques jours plus tard au cimetière d'Audinghen dans le Pas-de-Calais.
Son fils Arnaud Delbarre est bassiste du groupe Stocks de 1984 à 1986, et de 2001 à 2003 lors de sa reformation. Il est le directeur général de la salle de spectacle l'Olympia après avoir été responsable du Zénith de Lille.
Son petit-fils Jules, fils d'Arnaud, est le bassiste d'un groupe de chanson rock, BP Zoom.

## Hommages

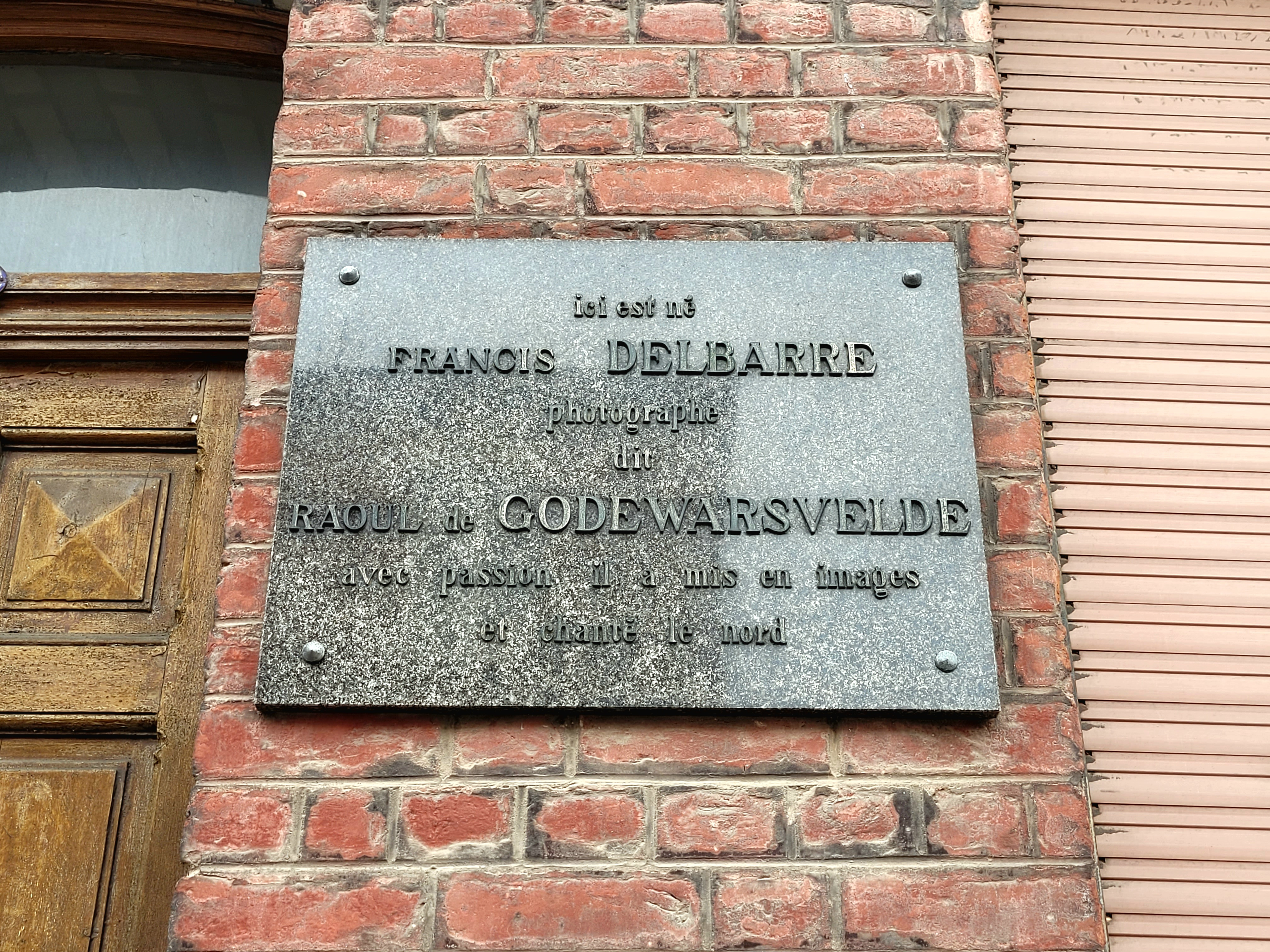
Plaque commémorative sur sa maison natale à Lille.

Une plaque commémorative est apposée sur la maison natale de Raoul de Godewarsvelde, au 84 rue de Bapaume à Lille.
La face B du 45 tours Il y aura toujours des violons de Joël Prévost s'intitule Raoul. Le disque est sorti en 1978.
En 1982, un géant à son effigie est créé à Lille par l'artiste et facteur de géants Stéphane Deleurence.
Un DVD intitulé La chanson de Raoul réalisé par David Lang, produit par NEP-TV et TIL Productions retrace la vie de ce chanteur hors du commun.
Des artistes de la région ont rendu hommage à Raoul dans deux compilations nommées Un Hommach à vous ottes, où ils ont repris ses chansons.
En 2015, la brasserie de Gayant lui rend hommage en commercialisant la bière blonde de garde appelée La Raoul qui titre à 7 % d'alcool.

## Discographie
- Adieu pour un artiste
- Allons donc
- Arthémise (ou La femme nue)
- Au paradis des artilleurs (J. Datin - M. Vidalin)
- C'est pour mon papa
- Chansons sans calcium (M. Blanchot - Jean-Claude Massoulier)
- Dans la joie et la santé (Seth Gaaikema - Jean-Claude Massoulier)
- De Leffrinckoucke à Coudekerque-Branche (Jean-Claude Darnal)
- De Rotterdam au Midi
- Dracula, Frankenstein et Cie
- Elle s'appelle Françoise
- Emilienne (C'est-y-toi)
- En douceur
- Entre ton nord et mon midi
- Gar'au Nord
- Il avait … il avait ... (Nicolas Péridès)
- In r'venant d'Marquette
- J'aime bien les brunes, j'aime bien les blondes (Jean-Claude Darnal)
- J'aime ça
- L'acco-cordéoniste
- L'accordéoneu (A. Pletinckx - G. Rieding)
- L'carette à quiens
- L'entrecôte
- L'Flamin
- L'Hirondelle du faubourg (F. Benech - E. Dumont)
- L'oncle Cô (Donne un zotch)
- L'tunnel sous l'channel (Julien Caruana - Michel Célie et Noël Roux)
- La bonne chanson
- La bonne paire (In compilation " spécial ch'timis ")
- La chair de poule (H. Beaugrand - F. Delbarre)
- La Côte d'Opale (Jean-Claude Darnal)
- La fanfare municipale (Noël Roux - Nicolas Péridès)
- La Femme aux bijoux (F. Benech - E. Dumont)
- La femme d'Armentières
- La fête à Hortense
- La fille qui me dématera (M. Demetriades)
- La mer monte et descend (Jean-Claude Darnal)
- La petite pinte
- La trompette en bois
- La valse des bas noirs
- La zizique à Papa
- L'acco-cordéoniste (M. Blanchot - Jean-Claude Massoulier)
- Le commis voyageur (E. Famechon - J. Nove)
- Le dernier vol
- Le grand rouquin
- Le joli cœur de Ninon (E. Millandy - C. Becucci)
- Le meetinge (R. Lefebvre - J. Defer)
- Le p'tit bal des ruraux
- Le p'tit quinquin (Desrouseaux - Drucbert)
- Le père du marsouin
- Le soldat de Marsala
- Le train fatal
- Le tunnel sous l'channel (Michel Célie et Noël Roux - Julien Caruana)
- Les cloches de Corneville
- Les vacances youpi la la
- Mado la sirène (M. Blanchot - J.C. Godement)
- Mettez un verre à mes amis (M. Staquet)
- Perds pas l'Nord (Jean-Claude Darnal)
- La Petite Tonkinoise
- Pied de veau, pied de porc (Michel Jourdan - Francis Fumière)
- Quand j'entends un air d'accordéon
- Quand la mer monte (Jean-Claude Darnal) (1968)
- Quand les cigares …
- Quand on ne fait plus l'affaire
- Raoul, t'es le roi du tango (F. Delbarre - H. Beaugrand)
- Rentrons, Mimi
- Si j'avos su, j'aros resté garchon
- Sur l'route d'Sainghin
- Tant qu'ça tangue (Jean-Claude Darnal)
- Totot t'as tort
- Tu n'es qu'un employé (E. Dimont - F.L. Benech)
- Un verre de ouatabada